# Rupert Mayer
Rupert Mayer (Stuttgart, 1876. január 23. – München, 1945. november 1.) német jezsuita szerzetes, a nemzeti szocializmus alatt a katolikus ellenállás résztvevője, 1979-ben boldoggá avatták

## Élete
1876-ban született egy hatgyermekes családban. Különböző német egyetemeken filozófiát és teológiát tanult. Ezt követően választotta a papi hivatást. 1899-ben szentelték pappá. 1900-ban belépett a Jezsuita rendbe. 1912-től Münchenben végzett lelkipásztori és szociális munkát: katolikus és emberi közösséget kellett teremtenie a nagyrészt szegény sorsú gyári munkásoknak. A veszélyeztetett családok védelmére megalapította a Szent Család Nővérek közösségét.
1914-ben, az első világháború kitörésekor önként jelentkezett tábori lelkésznek. 1915 nyarán Galíciában, majd a francia fronton és utána Erdélyben szolgált. Segítőkészségével és bátorságával kivívta a rábízott katonák megbecsülését és szeretetét. 1916-ban az erdélyi Keleti-Kárpátokban, a gyimesi Kostelek közelében gránáttalálat érte. A sérülés következtében amputálni kellett a bal lábát. A kétszeri műtétre a csíkszeredai, majd a kolozsvári hadikórházban került sor. Többször emlegette beszélgetéseiben az "Erdélyben megboldogult lábát".
A háborút követően ismét Münchenben folytatta kiemelkedő lelkipásztori és szociális tevékenységét mint a város "falábú apostola". Beszédeit nagy tömegek hallgatták. Gyakran felszólalt munkásgyűléseken is: a háborút követő első években a marxista-kommunista befolyás ellen küzdött, kifejtve a keresztény szocialista elveket.
Már a húszas években felismerte a nemzetiszocialista eszmék veszélyességét, és nyilvános beszédekben is kijelentette: hívő katolikus nem lehet a nemzetiszocialista mozgalom tagja. A hitleri hatalomátvétel után az ellenállás szükségességét hangsúlyozta, szóban és írásban is. Beszédeiben többször élesen kritizálta a kormányzat intézkedéseit. 1937 júniusában a Gestapo letartóztatta, és a bíróság féléves börtönbüntetésre ítélte. A müncheni polgárok és a müncheni bíboros érsek heves tiltakozására először szabadon engedték, majd 1938 januárjában újra letartóztatták. 1938 májusában amnesztiával szabadult, de 1939 novemberében harmadszor is elfogták, mivel nem volt hajlandó betartani a rá kirótt prédikálási tilalmat. Ekkor a sachsenhauseni koncentrációs táborba szállították. Egészségi állapotának romlása miatt 1940 augusztusában a táborból kiszabadult ugyan, de az ettali bencés kolostorba száműzték. A rendházat nem hagyhatta el mindaddig, míg az amerikaiak 1945 márciusában el nem foglalták Münchent.
1945 márciusában visszatérhetett Münchenbe és folytatta igehirdetői tevékenységét. A visszanyert szabadságnak azonban nem sokáig örvendhetett, 1945. november elsején, mindenszentek ünnepén, prédikáció közben agyvérzés érte és még aznap elhunyt.

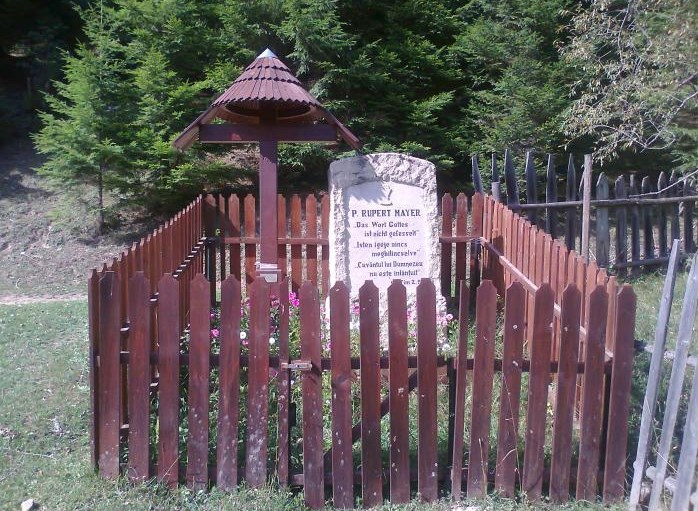
A kosteleki emlékhely

1987-ben II. János Pál pápa boldoggá avatta. Kosteleken emlékkeresztet állítottak tiszteletére, a csíkszeredai Millenniumi templomban a "Boldog P. Rupert Mayer kápolna" őrzi emlékét.